# جائزة الزبير للإبداع والتميز العلمي
جائزة الزبير للإبداع والتميز العلمي هي جائزة علمية سودانية سنوية يمنحها رئيس السودان للإبداع العلمي والإبداع في المجالات التطبيقية والتكنولوجية.

## التاريخ
في 7 نوفمبر 1998، أصدر الرئيس السوداني الأسبق عمر البشير مشروع قانون لإنشاء جائزة علمية سنوية للابتكار والتميز العلمي تكريما للجنرال الزبير محمد صالح أحمد، نائب الرئيس السوداني السابق الذي توفي في حادث تحطم طائرة. تخضع الجائزة لجمعية تشجيع الابتكار العلمي (APSI)، وهي منظمة متخصصة أسسها الجنرال الزبير لرعاية التقدم التكنولوجي والبحث العلمي.

## أنواع الجوائز
تنقسم الجائزة إلى مستويين رئيسيين:
- جائزة فخرية خاصة - تمنح للأفراد الذين لديهم أعمال مميزة عظيمة ومكانة علمية كبيرة ساهمت بشكل كبير في المجتمع.
- ينقسم مستوى المنافسين إلى ثلاث فئات فرعية:
  - المستوى العلمي - مفتوح لحاملي الشهادات العليا والباحثين
  - مستوى الشباب - مفتوح للطلاب وخريجي الجامعات والمعاهد العليا
  - المستوى الموهوب - مفتوح لأي شخص يقدم اختراعًا قيمًا وتجريبيًا أو عملًا إبداعيًا يعكس المواهب والتميز وله قيمة كبيرة للمجتمع

## مجالات الجائزة
المجالات العامة لجائزة الزبير هي:
- الدراسات الإسلامية
- العلوم الطبية والصحية
- العلوم الهندسية والرياضية
- علوم الحاسب وتقنية المعلومات
- الزراعة
- الإنتاج البيطري والحيواني .
- الاقتصاد والعلوم الإدارية
- علوم طبيعية
- الفنون المتحررة
- العلوم السلوكية

## الجائزة
تتكون الجائزة من:
- ميدالية علمية من رئيس السودان
- براءة علمية تحمل اسم الفائز وملخص للفوز
- الجائزة النقدية 20 مليون دينار سوداني (ما يعادل 90000 دولار) توزع بين الفائزين

## روابط خارجية
- الموقع الرسمي للجائزة (البوابة العربية)